# طواف فلاندرز 1997
طواف فلاندرز 1997 هو سباق دراجات هوائية أقيم بتاريخ 6 أبريل 1997، تكون السباق من 1 مراحل وامتدّ لمسافة 256 كم بسرعة 43.023 كم/س، استغرق السباق 5 ساعة 57 دقيقة 01 ثانية.